# Албер Рібера
Албе́р Рібе́ра-Ді́ас (кат. Albert Rivera Díaz; нар. 15 листопада 1979, Барселона, Каталонія) — каталонський політичний діяч, засновник партії «Громадяни»».

## Громадська діяльність
Батько Албера Рібери — каталонець, мати — вихідець з Андалусії. У 16 років Албер Рібера став чемпіоном Каталонії з плавання. Освіта — мастерат з права Вищої школи адміністрування та менеджменту підприємств у Барселоні (кат. Escola Superior d'Administració i Direcció d'Empreses).
Після здобуття освіти працював у юридичній службі Ла Каші (кат. La Caixa) — ощадного банку Каталонії. Брав відпустку для участі у виборах до Парламенту Каталонії 2006 року.
Давно цікавився політикою. Був учнем Франсеска да Каррераса (кат. Francesc de Carreres), ідеї якого і стали основою для новоствореної партії «Громадяни».

## Політична діяльність
Попри те, що партія «Громадяни» позиціонує себе як ліва сила, з 2003 до 2006 р. Албер Рібера працював у правій Народній партії Каталонії, зокрема у її молодіжному крилі Нуевас Хенерасьйонес (ісп. Nuevas Generaciones).
Створивши нову партію 2006 р., Албер Рібера домігся, щоб його було обрано президентом партії. На виборах партія заледве подолала тривідсотковий бар'єр, від неї обрали 3 депутатів (усі з провінції Барселона). Значною мірою цей успіх завдячує вдалій виборчій кампанії, зокрема постерам, де Албер Рібера знявся голим.
Багато каталонців не задоволені існуванням нової партії, яку вони вважають загрозою автономії Каталонії — у вересні 2007 р. Алберові Рібері погрожували вбивством. Відомо, що нова партія фінансується значною мірою з-за меж Каталонії — офіційно представництва партії зареєстровані на всій території Іспанії (однак у місцевих виборах поза Каталонією партія ніколи не набирала понад 1% голосів виборців).
У січні 2008 р. Албер Рібера та його партія взяли участь у виборах до парламенту Іспанії. Партія отримала лише 46.313 голосів (тобто 0,18 % від тих, хто взяли участь у голосуванні) і не одержала жодного місця у парламенті, але Албер Рібера став знаним за межами Каталонії як наймолодший кандидат на посаду прем'єр-міністра Іспанії після відновлення демократії в країні.